# Braunia attenuata
Braunia attenuata är en bladmossart som beskrevs av Georg Friedrich von Jaeger 1871. Braunia attenuata ingår i släktet Braunia och familjen Hedwigiaceae. Inga underarter finns listade i Catalogue of Life.